# Остре-Бардо (Вармінсько-Мазурське воєводство)
Остре-Бардо (пол. Ostre Bardo, нім. Klingenberg) — село в Польщі, у гміні Семпополь Бартошицького повіту Вармінсько-Мазурського воєводства.
Населення — 76 осіб (2011).

## Демографія
Демографічна структура станом на 31 березня 2011 року:
|          | Загалом | Допрацездатний вік | Працездатний вік | Постпрацездатний вік |
| -------- | ------- | ------------------ | ---------------- | -------------------- |
| Чоловіки | 44      | 3                  | 32               | 9                    |
| Жінки    | 32      | 2                  | 12               | 18                   |
| Разом    | 76      | 5                  | 44               | 27                   |